# Phyllachora gloriana
Phyllachora gloriana är en svampart som beskrevs av C.A. Pearce, Reddell & K.D. Hyde 1999. Phyllachora gloriana ingår i släktet Phyllachora och familjen Phyllachoraceae.   Inga underarter finns listade i Catalogue of Life.